# A Koreai Köztársaság ideiglenes kormánya
A Koreai Köztársaság ideiglenes kormánya részben elismert koreai emigránskormány volt, amely előbb a sanghaji külföldi koncessziók területén, később pedig Csungkingban működött. Céljául tűzte ki Korea felszabadítását a japán uralom alól, ezért a második világháború idején a szövetségesek mellé állt, és hadat üzent a tengelyhatalmaknak. A világháború után a kormány Szöulba tette át székhelyét, és 1948. augusztus 15-én, a Koreai Köztársaság kikiáltása után befejezte működését.

## Története
Az első világháború harcainak befejeződése után Thomas Woodrow Wilson amerikai elnök 14 pontja hatására Koreában is felerősödött a függetlenségi mozgalom. Az országot 1910-ben annektálta japán és gyarmati igazgatás alá vonta. 1919. március 1-jén harminc függetlenségi vezető gyűlt össze Szöulban, és deklarálta az ország függetlenségét. Ennek hatására az egész országban tüntetések kezdődtek, amelyet a japán hatóságok csak nehezen tudtak elfojtani. Az esemény később a március 1-je mozgalom nevet kapta.
Az eseményeket követően három ideiglenes kormány is alakult: március 21-én Vlagyivosztokban, április 11-én Sanghajban és április 21-én Szöulban. A szöuli kormány kikiáltotta az ország függetlenségét, azzal a kéréssel fordulva Japánhoz, hogy számolja fel a gyarmati igazgatást és vonja ki megszálló csapatait, valamint arra hívva fel az embereket, hogy tagadják meg az adó befizetését, ne fogadják el a japán bíróságok ítéleteit és ne dolgozzanak a gyarmati közigazgatásban. A vlagyivosztoki kormány megpróbálta tevékenységét a sanghajival összehangolni, míg utóbbi a szöuli kormánnyal kívánt egyesülni. A három kormány szeptemberben gyűlt össze Sanghajban, és az első egyesült kormányülésre november 4-én került sor.
Az ideiglenes kormány ezután 29 évig folytatta munkáját, amelyből 26-ot emigrációban töltött el. Ezen idő alatt azonban nem sikerült szert tennie széles körű nemzetközi elismertségre, ám működése mégis fontosnak bizonyult, ugyanis jelentős szerepe volt a különböző függetlenségi mozgalmak egyesítésében, és a független Korea létrehozásának támogatásában mind katonai mind diplomácia úton. Fontos szerep jutott a kormányzatnak a japán uralmat megelőző monarchiából köztársaságba való átmenetben is. Többek között az ideiglenes kormány által elfogadott 1919-es alkotmányt felhasználták a dél-koreai 1948-as alkotmány megírásához.
Az ideiglenes kormányban sok ideológia fordult elő, így voltak akik az Amerikai Egyesült Államok segítségével, mások a Szovjetunió vagy a nacionalista Kínai Köztársaság támogatásával láttak elképzelhetőnek a függetlenség kivívását. Komoly ellentét volt még a fegyveres harc szükségessége körül is, és akadtak akik a teljesen békés függetlenséget propagálták. A különböző ideológiájú politikusok gyakran csaptak össze egymással, és volt akit meg is gyilkoltak. Ennek ellenére 1922-re az összes mandzsúriai ellenállócsoportot sikerült irányítása alá vonnia és később saját újságot is kiadott.
A székhelyét Csungkingba átrakó kormány 1941-ben hadat üzent Japánnak és a tengelyhatalmaknak, majd önkéntes hadsereget szervezett, amely Burmában és Indiában harcolt a brit csapatok oldalán. Az 1943-as kairói konferencia után a szövetségesek elismerték Korea függetlenségét. A koreai önkéntes haderő 1945. augusztus 20-án akart partra szállni Koreában, hogy felszabadítsa a területet, azonban a japán kapituláció miatt erre nem került sor. A kormány ezután a déli, amerikai megszállási zónába, Szöulba települt át és 1948. augusztus 15-ig folytatta a munkáját, amikor a Li Szin Man vezette kormány átvette feladatait és kikiáltotta a Koreai Köztársaságot.

## Elnökök

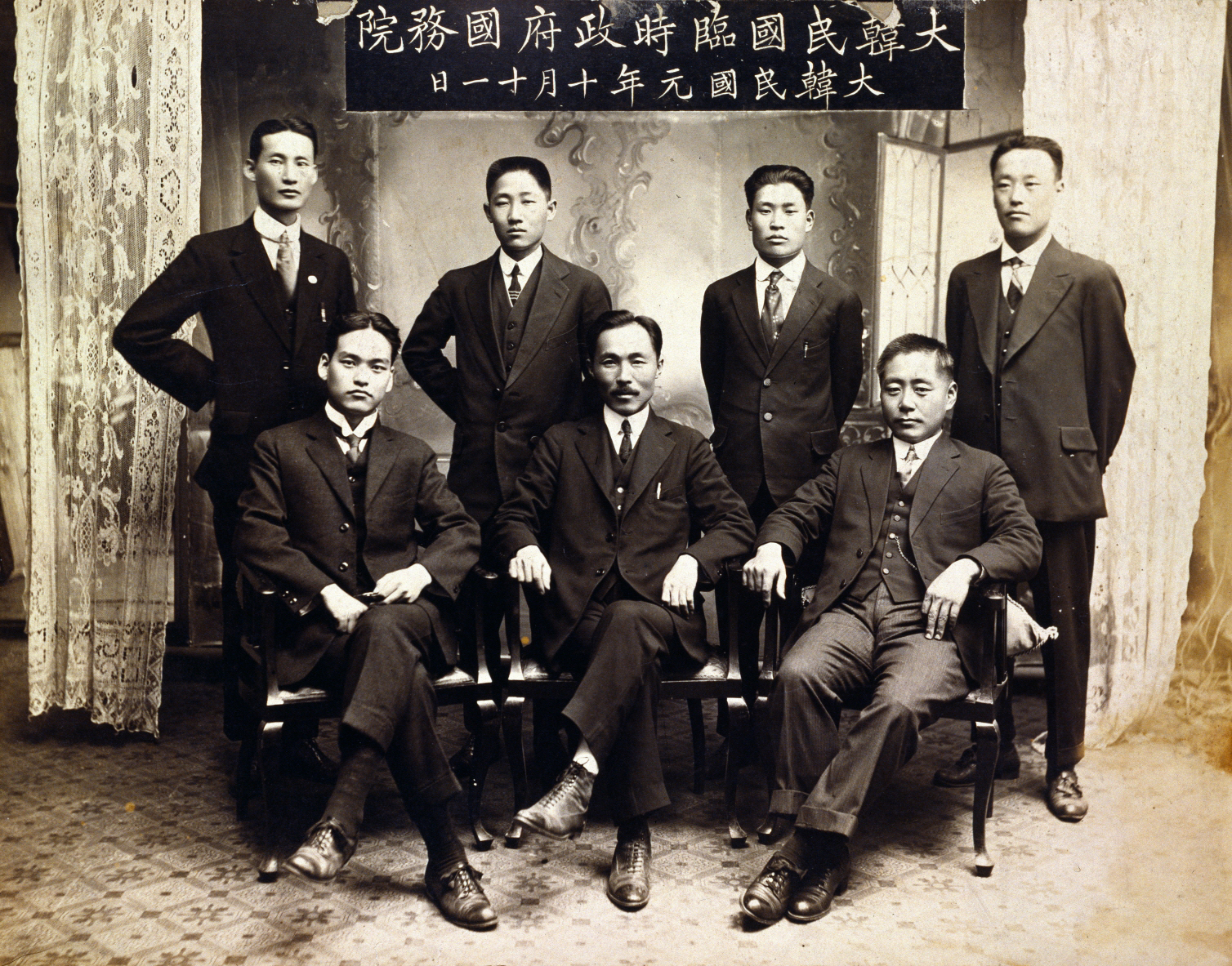
Az ideiglenes kormány alapítói, 1919

1. Li Szin Man (1919. szeptember 11. – 1925. március 21.)
2. Pag Unszik (1925. március 24. – 1925. szeptember)
3. I Szangljong (1925. szeptember – 1926. január)
4. I Dongnjong (1926. január – 1926. július 7.)
5. Hong Dzsin (1926. július 7. – 1926. december 9.)
6. Kim Gu (1926. december 9. – 1927. augusztus)
7. I Dongnjong (1927. augusztus – 1933. október)
8. Jang Githak (1933. október – 1935. október)
9. I Dongnjong (1935. október – 1940. március 13.)
10. Kim Gu (1940. március 13. – 1948. július 24.)